# Duby u Stýskalu
Duby u Stýskalu je památná skupina čtyř dubů letních (Quercus robur) rostoucí na hrázi bývalého rybníka asi 0,5 km jižně od samoty Stýskal asi 1,5 km jihozápadně od města Nechanice v okrese Hradec Králové.
Památné duby mají obvod kmene v rozmezí od 300–410 cm, výška kmenů je asi 25 m a jejich stáří je okolo 300 let. Vyhlášeny jako památné stromy byly v roce 1998 pro svůj vzrůst.

## Památné stromy v okolí
- Duby u rybníka Žid
- Duby u Kunčic
- Dub u Rokytníka
- Duby v Oboře
- Dub severně od Kunčic

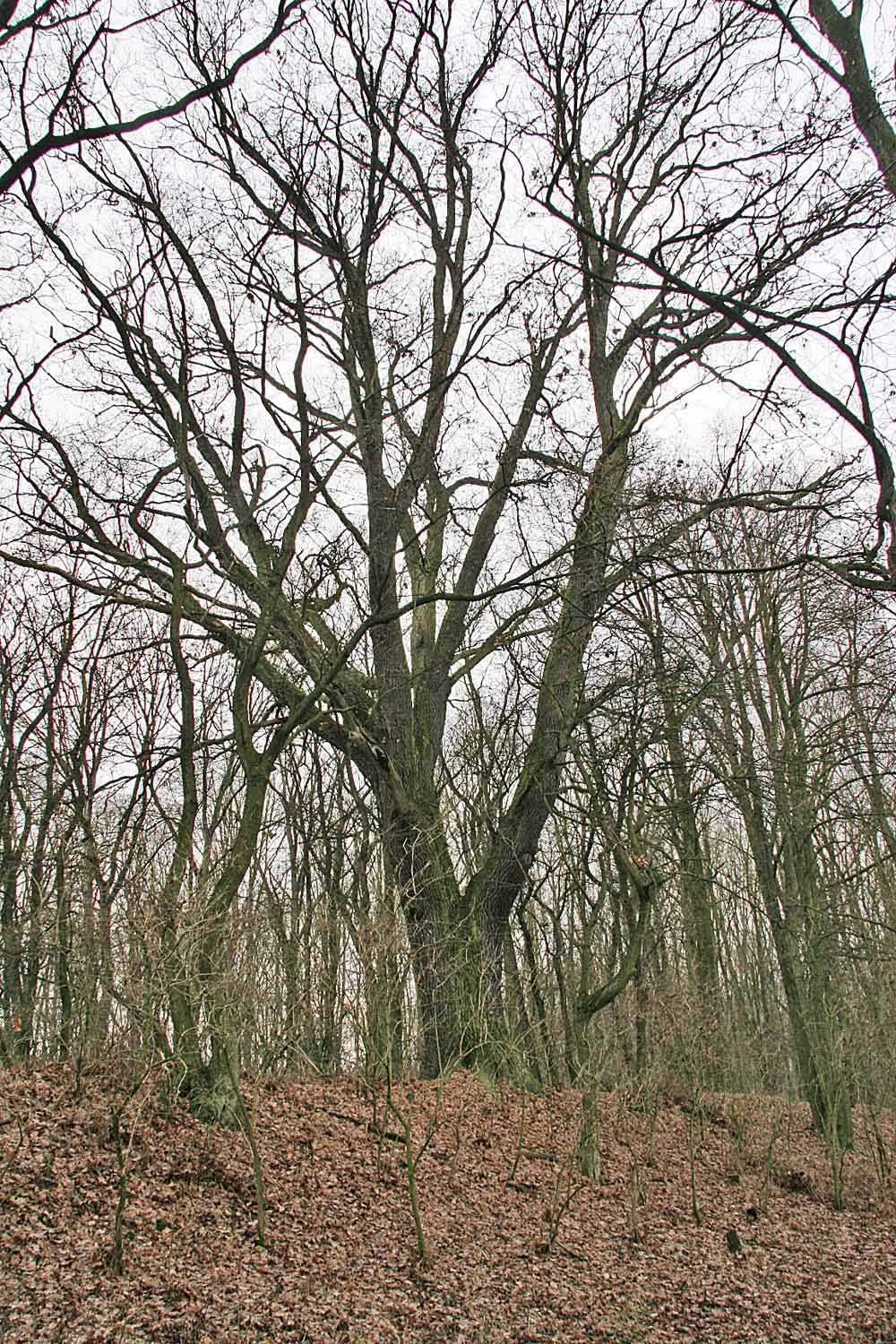
památné duby u Stýskalu
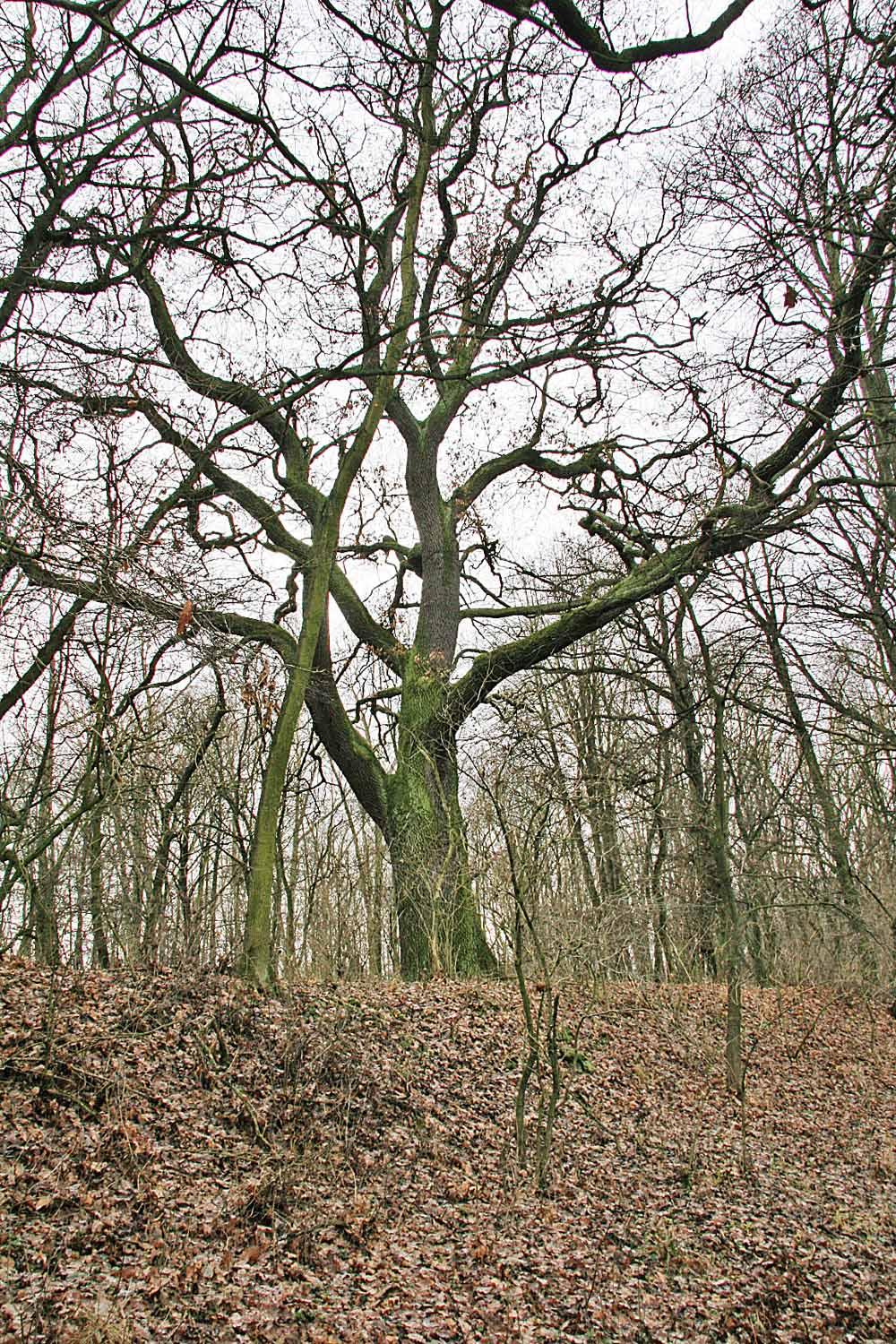
památné duby u Stýskalu
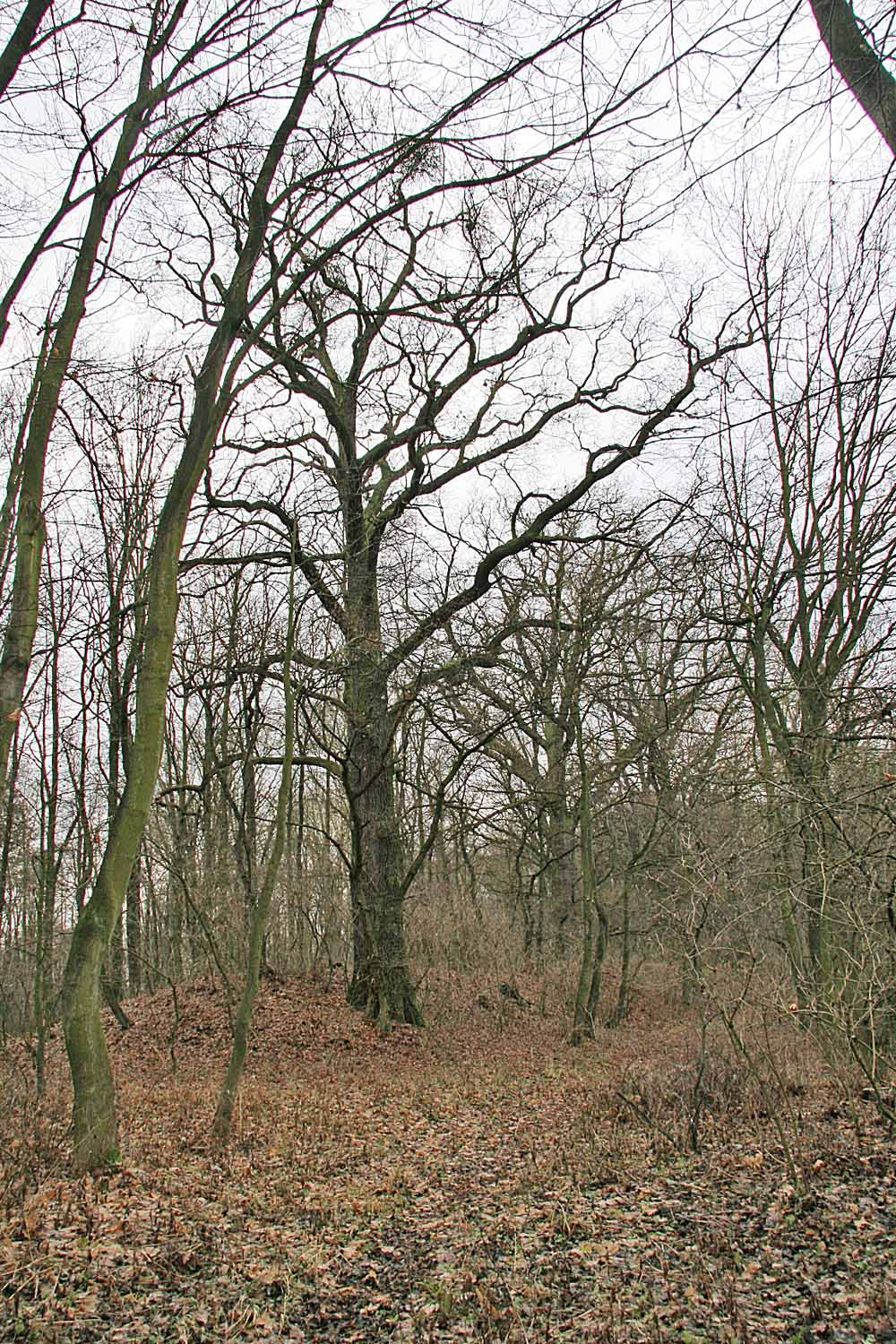
památné duby u Stýskalu